# Лазар Читкушев
Лазар Драганов Читкушев е български просветен деец, политик, общественик и революционер, деец на Вътрешната македоно-одринска революционна организация.

## Биография
Роден е в град Велес, тогава в Османската империя, в семейството на Драган и Мария Читкушеви. Негови братя са Никола и Йордан, а сестра му е Екатерина, по мъж Танева.
В 1905 – 1906 година преподава в Сярското българско педагогическо училище. Влиза в редиците на ВМОРО и след края на учебната година 1906/1907 година Екзархията е принудена от османските власти да го уволни заради подозрения в революционна дейност. Назначен е за кмет на Валовища.